# Cogliate
Cogliate is een gemeente in de Italiaanse provincie Monza e Brianza (regio Lombardije) en telt 7836 inwoners (31-12-2004). De oppervlakte bedraagt 6,9 km², de bevolkingsdichtheid is 1276 inwoners per km².

## Demografie
Cogliate telt ongeveer 2990 huishoudens. Het aantal inwoners steeg in de periode 1991-2001 met 9,8% volgens cijfers uit de tienjaarlijkse volkstellingen van ISTAT.
| Jaar | Inwoneraantal |
| ---- | ------------- |
| 1991 | 6970          |
| 2001 | 7656          |

## Geografie
Cogliate grenst aan de volgende gemeenten: Lentate sul Seveso, Rovello Porro (CO), Misinto, Barlassina, Seveso, Saronno (VA), Cesano Maderno, Ceriano Laghetto.